# حثل فوكوياما العضلي الخلقي
حثل فوكوياما العضلي الخلقي (اختصارًا FCMD) هو شكل نادر وراثي متنحٍ من الضمور العضلي (ضعف وتفتت الأنسجة العضلية) الموصوف بشكل أساسي في اليابان، ولكن حدثت بعض الحالات أيضًا عند المرضى الأتراك واليهود الأشكناز، وصف الطبيب يوكيو فوكوياما 15 حالة لأول مرة في عام 1960.
يؤثر حثل فوكوياما العضلي الخلقي بشكل أساسي على الدماغ والعينين والعضلات. ويؤدي بشكل أساسي إلى حدوث اضطراب في نمو عضلات الهيكل العظمي، وسينتج عن ذلك ضعف وتشوه في شكل المريض، ونقص في نمو الدماغ، مما سيؤثر على الأداء المعرفي والمهارات الاجتماعية. في عام 1995، ارتبط الاضطراب بطفرات في الجين المشفر لبروتين فوكوتين (جين FCMD). يعتبر حثل فوكوياما العضلي الخلقي ثاني أكثر أشكال الحثل العضلي انتشارًا في اليابان. يُعتقد أن واحدًا من كل 90 شخص في اليابان هو ناقل متغاير الزيجوت للمرض.

## الأعراض والعلامات
يتظاهر حثل فوكوياما العضلي الخلقي بانخفاض في توتر العضلات والهيكل العظمي بالإضافة إلى ضعف في نمو الدماغ والعين. تظهر الأعراض الأولية للمرض أثناء الطفولة المبكرة مع انخفاض قدرة الطفل على الرضاعة. تحدث اختلافات ملحوظة في مظهر الوجه بسبب انخفاض قوة العضلات. تشمل التظاهرات الأخرى:
- النوبات الصرعية.
- التأخر في النمو.
- اضطرابات قلبية.
- صعوبة في البلع.
- مشاكل عصبية.

يؤثر حثل فوكوياما العضلي الخلقي أيضًا على الجهاز العصبي والأجزاء المختلفة المرتبطة به. إذ يُضعف المرض من التطور الطبيعي للدماغ، مما ينتج عنه قشرة دماغية ناعمة ومتعرجة بشكل واسع، وتسمى الحالة انعدام تلافيف الدماغ، بالإضافة إلى العديد من التشوهات الأخرى. يعاني الأطفال أيضًا من تأخر تكوّن غمد الميالين في الدماغ.

## سبب المرض
يعود سبب حثل فوكوياما العضلي الخلقي إلى طفرة في جين FKTN الموجود على الصبغي البشري التاسع q31، وهو الجين الذي يشفر بروتين الفوكوتين. يحدث حثل فوكوياما عندما يُصاب هذا الجين بطفرات معينة، وبالتالي سيضطرب تكوين بروتين الفوكوتين. ينتقل المرض بوراثة متنحية.
هذا يعني أن الجين المعيب المسؤول عن الاضطراب يقع على صبغي جسدي (الصبغي 9 هو صبغي جسدي)، وتظهر أعراض المرض في حال انتقال نسختين من الجين الطافر (جين معيب موروث من كل والد) إلى الطفل. يحمل والدا الفرد المصاب باضطراب صبغي جسدي متنحٍ نسخة واحدة من الجين المعيب ولكنهما لا يعانيان عادة من أي علامات أو أعراض للاضطراب (حَمَلة المرض).
عُرفت طفرتان تسببان حدوث المرض. الأولى والأكثر شيوعًا ناتجة عن عودة اندخال الريتروبوزون SVA في المنطقة غير المُشفّرة 3'. والثانية هي طفرة نقطية عميقة c.647 + 2084G> T. عثر على الطفرة الثانية حتى الآن في وجود الطفرة الأولى فقط.

## التشخيص
يمكن إجراء قياس الكرياتين كيناز في الدم وخزعات العضلات للمساعدة في تحديد ما إذا كان الفرد مصابًا بمرض حثل فوكوياما العضلي الخلقي. يُجرى الاختبار الجيني الجزيئي FKTN لتحديد وجود طفرة في جين FKTN في حال أظهر تركيز الكرياتين كيناز في الدم و/أو خزعات العضلات و/أو التصوير بالرنين المغناطيسي شذوذًا يدل على حثل فوكوياما العضلي الخلقي، ويشير وجود الأعراض إلى ضمور العضلات الخلقي في فوكوياما. يتضمن الاختبار الجيني المتاح:
- تحليل الارتباط
- تحليل الحذف
- تحليل التسلسل – الإكسونات
- تحليل التسلسل _ منطقة الترميز بأكملها

## العلاج
حاليًا لا يوجد علاج لهذا النوع الفرعي من الحثل العضلي أو أي علاج نهائي له. يقدم العلاج أساليب وقائية لتأخير انهيار العضلات وزيادة متوسط العمر المتوقع. قد تؤدي تمارين الإطالة والعلاج الفيزيائي إلى زيادة قدرة المريض على الحركة. يشمل العلاج أيضًا تصحيح تشوهات الهيكل العظمي من خلال جراحة العظام وتقنيات تقويم العظام الأخرى. تُعطى الأدوية المضادة للصرع للمساعدة في علاج النوبات الصرعية في حال حدوثها. تساعد مثبطات الإنزيم المحول للأنجيوتنسين وحاصرات بيتا في علاج أمراض القلب، ومن المرجح وجود حاجة إلى أجهزة الدعم التنفسي في المراحل النهائية للمرض.

## الإنذار
إنذار حثل فوكوياما العضلي الخلقي سيء. أقصى حركة يستطيع معظم المرضى الأطفال إجراءها هي الجلوس في وضع مستقيم والانزلاق. بسبب الآثار المعقدة لمشاكل القلب المتفاقمة باستمرار، وضعف النمو العقلي، ومشاكل البلع والمضاعفات الإضافية، نادرًا ما يعيش الأطفال المصابون بالمرض حتى فترة المراهقة. الاضطراب قاتل غالبًا في سن 20.